# Pozemní vojsko
Pozemní vojsko je armádní složka, která operuje na zemi, případně může být nasazována i na palubě lodí (římské posádky na lodích, američtí námořní pěšáci). Většinou tvoří nejpočetnější složku armády a mívá v bojích rozhodující význam.[zdroj⁠?!]

## Dělení pozemního vojska

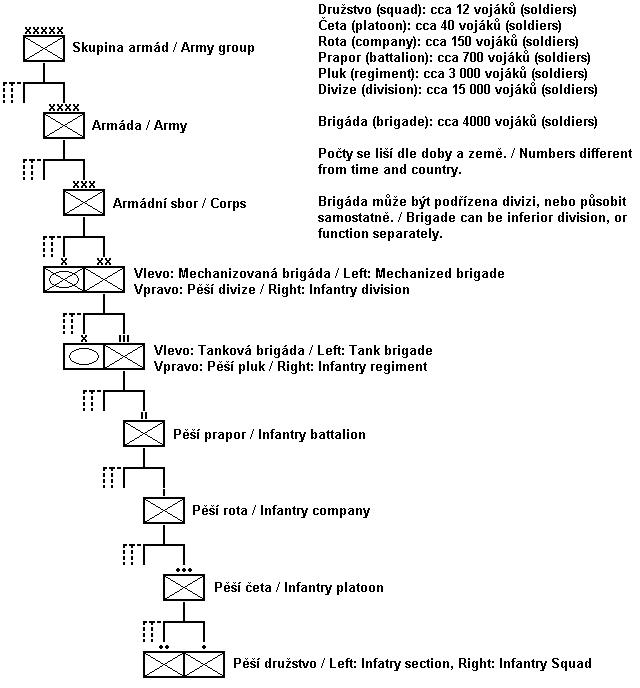
Typické dělení pozemního vojska.

- vrchní velení pozemních sil – U každého státu má jiný název. Někdy je vrchní velení jednotné i pro letectvo a námořnictvo.
  - Skupina armád – U států s velkým vojskem, se používá velitelství Skupiny armád, které spravuje větší počet armád, nebo jedno bojiště.
    - Armáda
      - Sbor
        - Divize
          - Brigáda – Je to zvláštní typ jednotky, který může být částí divize, nebo může operovat samostatně, není tak častý jako pluk.
          - Pluk
            - Prapor
              - Rota
                - Četa
                  - Družstvo

## Pozemní sílyArmády České republiky
V roce 2023 se pozemní síly AČR skládají z těchto útvarů:
- Hranice – 7. mechanizovaná brigáda, resp. 71. mechanizovaný prapor
- Přáslavice – 72. mechanizovaný prapor a 73. tankový prapor (součásti 7.MB)
- Bučovice – 74. mechanizovaný prapor (součásti 7.MB)
- Žatec – 4. brigáda rychlého nasazení, resp. 41. mechanizovaný prapor
- Tábor – 42. mechanizovaný prapor (souč. 4.BRN)
- Jindřichův Hradec – 44. lehký motorizovaný prapor (souč. 4.BRN)
- Chrudim – 43. výsadkový pluk
- Prostějov – 102. průzkumný prapor + 601. skupina speciálních sil generála Moravce
- Olomouc – Centrum podpory speciálních sil
- Jince – 13. dělostřelecký pluk, resp. 131. a 132. dělostřelecký oddíl
- Pardubice – 14. pluk logistické podpory, 141. zásobovací prapor
- Klatovy – 142. prapor oprav (souč. 14. PLP)
- Lipník nad Bečvou – 143. zásobovací prapor (souč. 14. PLP)
- Bechyně – 15. ženijní pluk, resp. 151. ženijní prapor, 152. ženijní prapor
- Olomouc – 153. ženijní prapor (souč. 15. ŽP)

Zdroj:
- http://www.vojsko.net/index.php?clanek=armady/cz
- http://www.601skss.cz/
- https://specialnisily.army.cz/